# Colocations solidaires
Les colocations solidaires, ou colocations à projet solidaires sont des logements où cohabitent des personnes issues de générations ou de milieux sociaux différents. Leur objectif est de développer du lien social avec des catégories sociales fragilisées, du fait de leur âge (jeunes, retraités) ou de leur situation (SDF, mères célibataires, handicapés).

## Contexte d’apparition
Des colocations à projet existent dans le nord de l’Europe depuis une soixantaine d’années et réactivent parfois des traditions beaucoup plus anciennes, comme celle des béguinages flamands au Moyen Âge.
En France, les colocations solidaires se développent dans les grandes villes depuis les années 2000.
Le développement des colocations solidaires se présente comme une réponse à la crise du logement, mais aussi comme une réponse à la disparition des solidarités familiales anciennes.
Elle est permise grâce à l’existence d’un important parc immobilier inexploité, difficilement commercialisable auprès de particuliers (immobilier de bureaux, bâtiments ecclésiastiques).

## Les colocations solidaires
Les colocations solidaires peuvent accueillir des personnes en voie de marginalisation et des personnes mieux insérées socialement.

### Colocations avec des personnes handicapées psychiques ou mentales
Certains logements réunissent sous un même toit des personnes avec un handicap mental ou psychique avec des personnes dénuées d’un handicap. La communauté de l’Arche, créée par Jean Vanier,  se présente comme un précurseur en la matière.

### Colocations avec des handicapés moteurs
Des colocations réunissent ainsi des handicapés moteurs et des personnes valides, comme dans les maisons mises en place par l’association Simon de Cyrène, sous l'impulsion notamment de Laurent de Cherisey en 2006. Cette association a notamment été médiatisée au moment de la sortie du film Intouchables (2011), le producteur du film a ainsi reversé 5 % des bénéfices à l'association.

### Colocations avec d’anciens SDF
Il existe également des colocations réunissant d'anciens SDF avec de jeunes professionnels, comme l’APA (Association pour l’amitié) depuis 2006 à Paris, ou l’association Lazare depuis 2010 dans les grandes villes de province. L'association Aux captifs, la libération développe par ailleurs cette forme de colocation dans le cadre de son CHS (centre et stabilisation) de Valgiros, à Paris.
En décembre 2012, ces colocations sont un peu médiatisée, au moment de la polémique lancée par Cécile Duflot, alors ministre du Logement, qui souhaite lutter contre la pénurie de logement en réquisitionnant entre autres les bâtiments de l’archevêché de Paris.

### Colocations avec des mères célibataires
Des colocations rassemblent également des mères célibataires, comme dans les appartements lancés par l’association La Maison de Marthe et Marie qui a ouvert sa première colocation à Lyon en 2011,.

## Les colocations intergénérationnelles
Ces colocations peuvent aussi se présenter sous la forme de colocations intergénérationnelles, faisant cohabiter deux catégories de populations fragilisées, les jeunes et les personnes âgées. Des étudiants sont ainsi accueillis dans l’appartement de personnes âgées, en échange ou non de petits services ou d’un accompagnement,. 

## Les béguinages
De plus en plus, enfin, des béguinages réunissent des personnes âgées dans des petits ensembles de logements, construits autour d’un jardin et de pièces de vie partagées et qui permettent les échanges et le partage de moments en commun. 